# Kaïkhosro IV de Gourie
Kaïkhosro IV de Gourie (Kaïkhosro IV Gurieli géorgien : ქაიხოსრო IV გურიელი; mort en 1829) est un membre de la maison Gouriel, la dynastie régnante de Gourie en Géorgie occidentale, qui de facto règne comme régent pour son jeune neveu  Mamia V Gurieli de 1797 à 1809. Homme énergique et cultivé, il est à l'origine d'une série de mesures qui établissent  une relative période d'ordre et de sécurité en Gourie. Kaikhosro demeure influent après avoir confié le pouvoir à  Mamia V en 1809. Malgré son rapprochement avec l'Empire russe, Kaïkhosro reste suspect aux yeux des russes. Alors que Mamia demeure loyal à la Russie, Kaïkhosro prend la tête d'une insurrection contre l'hégémonie russe en Géorgie occidentale en  1820. Après la défaite des rebelles, Kaïkhosro se réfugie sur le territoire de  l'Empire Ottoman où il meurt exilé en 1829.